# (14684) Reyes
(14684) Reyes est un astéroïde de la ceinture principale.

## Description
(14684) Reyes est un astéroïde de la ceinture principale. Il fut découvert le 10 décembre 1999 à Socorro (Nouveau-Mexique) par le projet LINEAR. Il présente une orbite caractérisée par un demi-grand axe de 2,36 UA, une excentricité de 0,21 et une inclinaison de 3,3° par rapport à l'écliptique.

## Compléments